# یواس‌سی‌جی‌سی سارانک (۱۹۳۰)
یواس‌سی‌جی‌سی سارانک (۱۹۳۰) (به انگلیسی: USCGC Saranac (1930)) یک کشتی است که طول آن ۲۵۰ فوت (۷۶ متر) می‌باشد. این کشتی  در سال ۱۹۳۰ ساخته شد.